# Piotr Niestierow

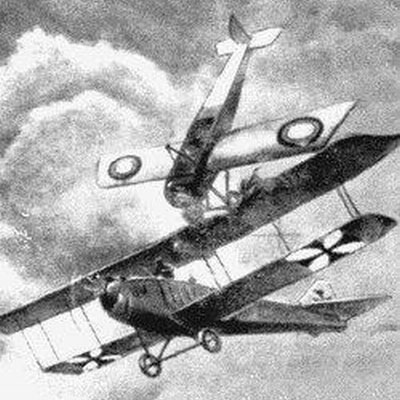
Rysunek przedstawiający taran wykonany przez Niestierowa

Piotr Nikołajewicz Niestierow, ros. Пётр Никола́евич Не́стеров (ur. 15 lutego?/27 lutego 1887 w Niżnym Nowgorodzie, zm. 9 września 1914 koło Żółkwi) – rosyjski lotnik z okresu początków lotnictwa, pionier akrobacji lotniczej. Zginął, dokonując pierwszego taranowania samolotu w powietrzu.

## Życiorys
Piotr Niestierow urodził się w rodzinie oficera. W wieku 10 lat wstąpił do korpusu kadetów, następnie po ukończeniu wojskowej szkoły artyleryjskiej w 1905, służył w artylerii. Został także wówczas pilotem balonowym. W 1912 roku ukończył kurs pilotażu w Petersburgu i Warszawie i od 1913 służył w 3. kompanii lotniczej 11 Oddziału Lotniczego. Wkrótce stał się znanym pilotem. 9 września 1913 jako pierwszy na świecie wykonał pętlę samolotem Nieuport (ta figura akrobacji stała się jednak bardziej znana dopiero po wykonaniu jej przez Adolphe'a Pegouda we Francji kilka dni później, niezależnie od Niestierowa). 24 maja 1914 dokonał rekordowego przelotu na trasie Kijów – Petersburg.
W chwili wybuchu I wojny światowej Niestierow, w stopniu sztabskapitana, był dowódcą 11 Oddziału Lotniczego, który walczył w ramach rosyjskiego Frontu Południowo-Zachodniego, atakującego w głąb austriackiej Galicji. Lotnictwo wojskowe na początku wojny wykonywało przeważnie zadania rozpoznawcze, w mniejszym stopniu – uderzenia bombowe, natomiast nie było jeszcze w tym okresie wypracowanych sposobów walki powietrznej. Samoloty na ogół nie były nawet uzbrojone, a jedyną bronią jaką dysponowali piloci, były zwykłe pistolety lub karabiny, brane na wypadek spotkania samolotu wroga. Niestierow wykonał w tych warunkach ponad 20 lotów bojowych, w tym podczas operacji zdobycia stolicy Galicji, Lwowa. Po opanowaniu tego miasta, na początku września jego oddział przebazowano na lotnisko w pobliskiej Żółkwi.
8 września 1914 Niestierow wystartował z zamiarem zniszczenia lub odpędzenia austriackiego samolotu rozpoznawczego Albatros B.II, pojawiającego się od kilku dni nad siedzibą sztabu armii w Żółkwi. Leciał nieuzbrojonym, małym jednopłatowcem Morane-Saulnier G. Nie mając broni, Niestierow staranował nieprzyjacielski samolot. Prawdopodobnie zamierzał uderzyć w górny płat samolotu wroga od góry podwoziem swojego samolotu, lecz w rzeczywistości uderzył go śmigłem. Na skutek uszkodzeń, oba samoloty uległy rozbiciu około 10 km od Żółkwi, śmierć poniósł Niestierow i dwuosobowa załoga austriacka, w skład której wchodził obserwator baron por. Friedrich von Rosenthal oraz pilot kpr. Franz Malina z 11 Kompanii Lotniczej (Flik 11). Był to pierwszy taran lotniczy i zarazem pierwsza walka lotnicza na świecie.

## Pamięć
W latach 1951–1991 Żółkiew nosiła na jego cześć nazwę Niestierow.
W 1994 został upamiętniony poprzez ustanowienie Medalu Niestierowa, przyznawanego żołnierzom Sił Powietrznych oraz personelowi lotniczemu lotnictwa cywilnego Federacji Rosyjskiej, którzy wykazali się odwagą okazaną podczas obrony Rosji, podczas pełnienia służby bojowej i cywilnej.

## Odznaczenia
- Order Świętego Jerzego IV klasy
- Order Świętego Włodzimierza I klasy
- Order Świętej Anny III klasy
- Order Świętego Stanisława III klasy